# 레인 오브 파이어
《레인 오브 파이어》(Reign of Fire)는 미국에서 제작된 롭 보우먼 감독의 2002년 액션, 판타지, SF, 스릴러, 모험 영화이다. 크리스찬 베일 등이 주연으로 출연하였고 게리 바버 등이 제작에 참여하였다.

## 출연

### 주연
- 크리스찬 베일
- 매튜 맥커너히
- 이자벨라 스코럽코
- 제라드 버틀러
- 스콧 모우터

### 조연
- 데이비드 케네디
- 알렉산더 시디그
- 네드 데네히
- 로리 키난
- 테렌스 메이나드
- 더그 코클
- 랜들 칼튼
- 벤 쏜턴

## 기타
- 공동제작: 데릭 에반스
- 미술: 울프 크로에거
- 특수효과: 리차드 R. 후버
- 의상: 조안 버진
- Ass-PD: 브루스 모리어티
- 배역: 프리실라 존